# رولاند بلاكمان
رولاند بلاكمان (بالإنجليزية: Roland Blackman)‏ هو منافس ألعاب قوى أمريكي، ولد في 3 نوفمبر 1928.

## وصلات خارجية
- رولاند بلاكمان على موقع أوليمبيديا (الإنجليزية)